# Liste d'ergs

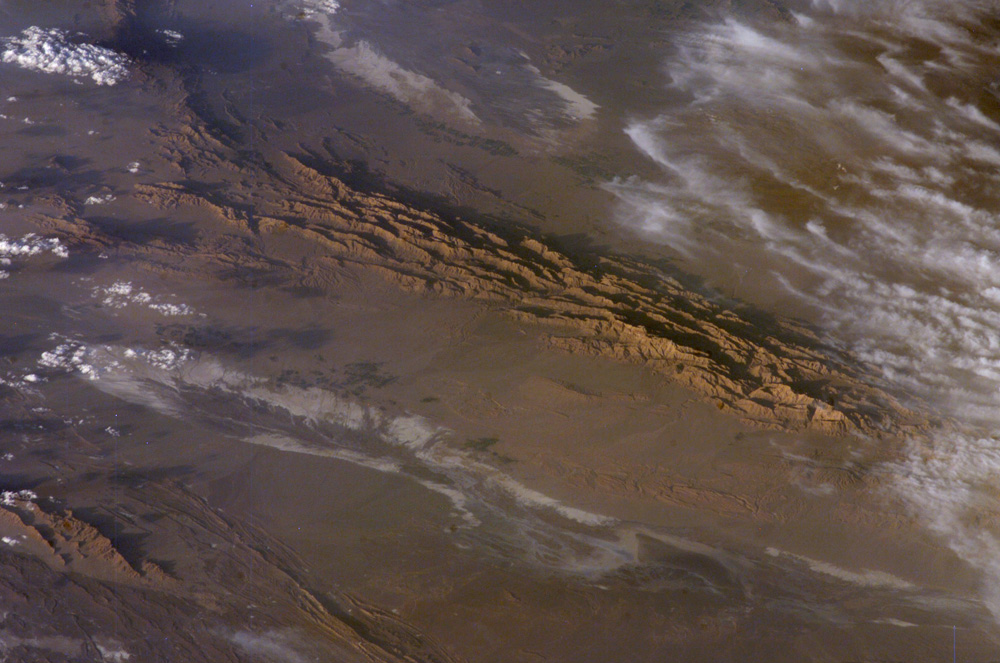
Vue satellite du Dasht-e Lut, Iran.

Cet article dresse une liste d'ergs dans le monde.

## Afrique

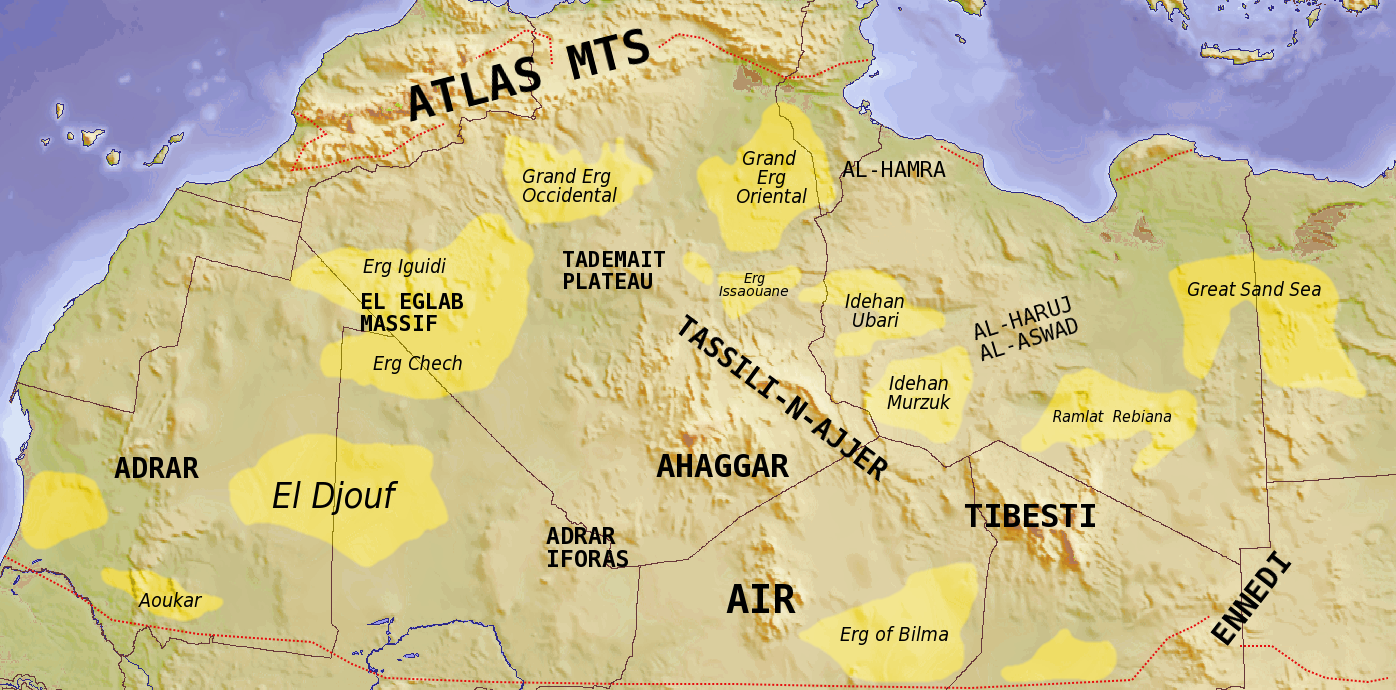
Les principaux ergs de la région saharienne.

### Algérie
- Grand Erg oriental (s'étend en Tunisie)
- Grand Erg occidental
- Erg Chech (s'étend au Mali)
- Erg Iguidi (s'étend en Mauritanie)
- Erg Er Raoui
- Erg Issaouane
- Erg Tifernine
- Erg Tidohaine
- Erg Ferradj
- Erg Amguid
- Erg Admer
- Erg Mehedjibat
- Erg Tassegefit

### Botswana
- Désert du Kalahari

### Tchad
- Erg du Djourab
- Erg Idrisi

### Égypte
- Ramla El Kebir
- Erg Somaya
- Erg Abunugar
- Erg Abu Ramada
- Désert du Négev (s'étend en Israël)

### Libye
- Erg Oubari
- Erg Titersine
- Erg Mourzouq
- Erg Ouan Kasa
- Erg Tannezouft
- Erg Takarkouri
- Mer de sable de Calanshio

### Mali
- Erg Achaif
- Erg Aoukar (s'étend en Mauritanie)
- Erg Atouila
- Erg Outouila

### Mauritanie
- Erg Amatlich
- Erg Aoukar
- Erg Akchar
- Erg Azefal (s'étend au Sahara occidental)
- Erg Taokest

### Maroc
- Erg Chebbi
- Erg Lihoudi
- Erg Chegaga
- Erg Mghiti
- Erg Jerboia
- Erg Zemoul
- Erg Azefal (s'étend en Mauritanie)

### Namibie
- Désert du Namib

### Niger
- Jadal
- Erg Brousset
- Ténéré
- Tafassasset
- Grand erg de Bilma ou 'Kaouar' (s'étend au Tchad)

### Sahara occidental
- Erg Azefal

### Soudan
- Erg Selima

## Asie

### Arabie saoudite
- Rub' al Khali
- Ad-Dahna
- Grand Néfoud
- Jafurah
- Nefud Es Sirr
- Nefud Eth Thuwairat
- Nefud Shudaiah

### Chine
- Taklamakan, Xinjiang
- Dzungaria, Xinjiang
- Désert de Tengger, Ningxia
- Désert d'Ordos, Mongolie-Intérieure

### Iran
- Dasht-e Lut

### Kazakhstan
- Moinkum
- Kyzyl Kum (s'étend en Ouzbékistan et au Turkménistan)

### Mongolie
- Nomin Mingan Gobi

### Pakistan et Inde
- Désert du Thar

### Turkménistan
- Désert du Karakoum
- Turan
- Zaunguz

## Australie
- Désert de Gibson
- Grand Désert de Sable
- Grand désert de Victoria
- Désert de Simpson

## Amérique du Nord

### Mexique
- Désert de Sonora

### États-Unis
- Dunes Algodones, Californie
- Parc national et réserve de Great Sand Dunes, Colorado
- Grès de Navajo (erg de l'ère jurassique dont le sable s'est transformé en grès)
- Sand Hills du Nebraska, Nebraska (erg il y a 800-1 000 ans, aujourd'hui recouvert de végétation)
- White Sands, Nouveau-Mexique
- Désert de Yuma, Arizona

## Amérique du Sud

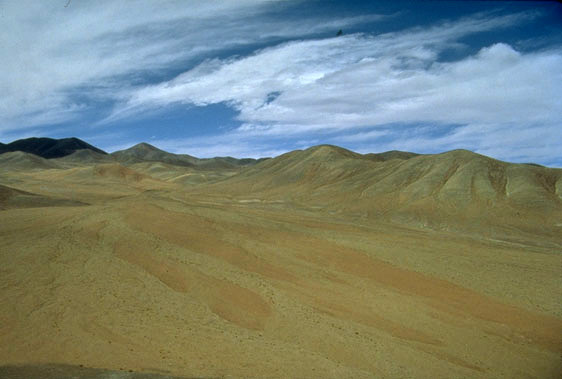
Désert d'Atacama, Chili

### Chili
- Désert d'Atacama

### Pérou
- Grand désert d'Ica